# Räck

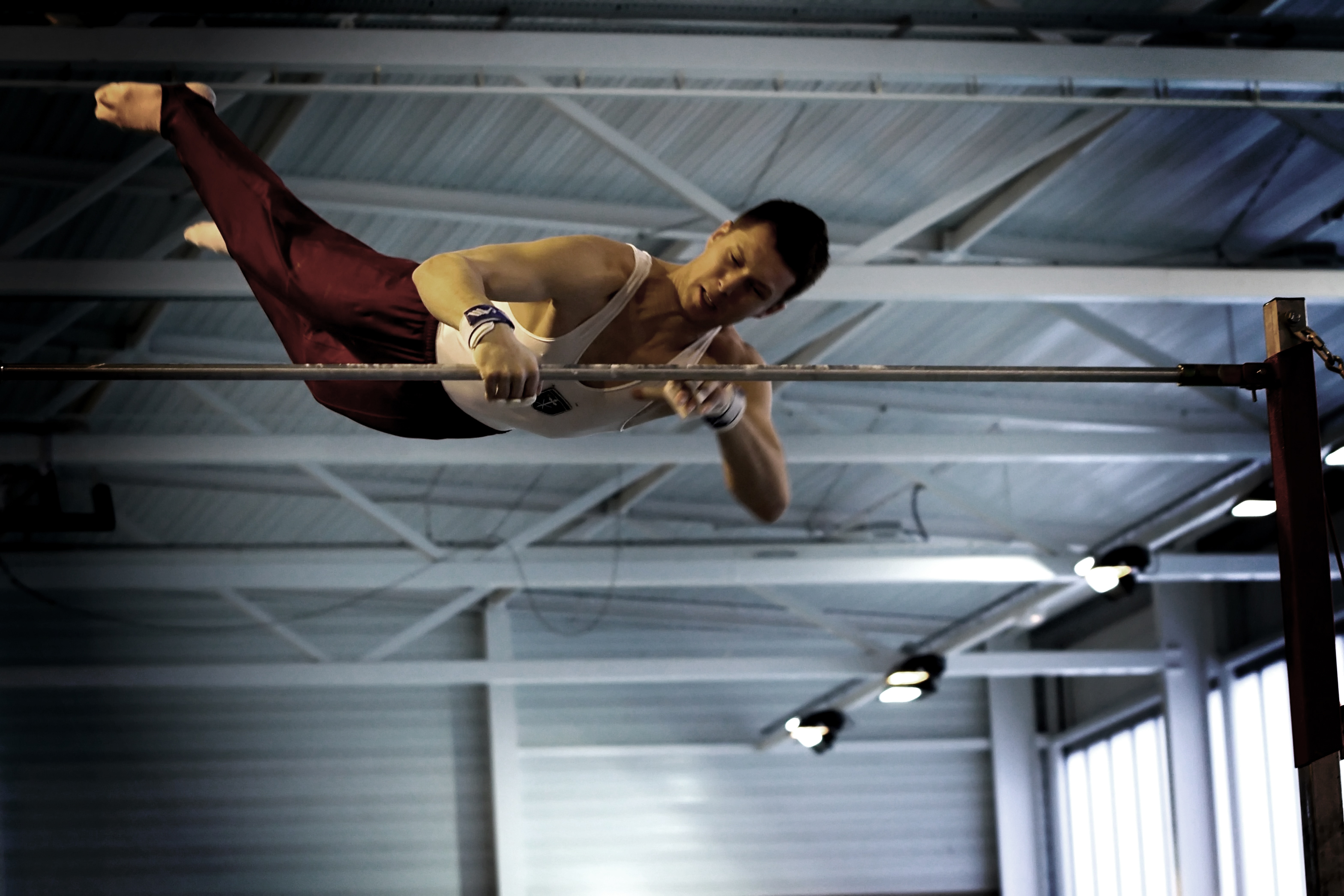
En gymnast på en räckstång.

Räck är en gren inom den manliga artistiska gymnastiken.
Redskapens skapare, "turnfader" Friedrich Ludwig Jahn, använde i början endast vågräta ekgrenar. Så småningom har räckens konstruktion allt mera fulländats. Numera består den av en rund stång av askträ eller av stål, ibland med klädsel av läder, trä eller pappersmassa. Räckstången är 2,4 meter lång, 33 millimeter i genomsnitt och vilar med sina fyrkantiga ändar horisontellt på två stabiliserade ståndare, mellan vilka den är ställbar i lodled.
Rörelserna utföras med kroppen hängande i händer, arm-, axel- eller knäveck, eller också uppstödd av armarna eller någon annan kroppsdel. Kroppens längdutsträckning kan antingen befinna sig i lodplanet med huvudet riktad uppåt eller nedåt, eller också i vågplanet med olika sidor vända mot stången. Växlingen mellan olika kroppslägen sker genom armarnas böjning, genom kroppens svängning (undersving, uppsving, omsving) eller på annat sätt. Räckgymnastiken består av en serie rörelser på räckstången, vilka avslutas med nedhoppet som görs på ett mjukt underlag, vanligtvis en tjock matta.